# Хірю
Хірю (яп. 飛龍) — японський авіаносець часів Другої світової війни.

## Конструкція

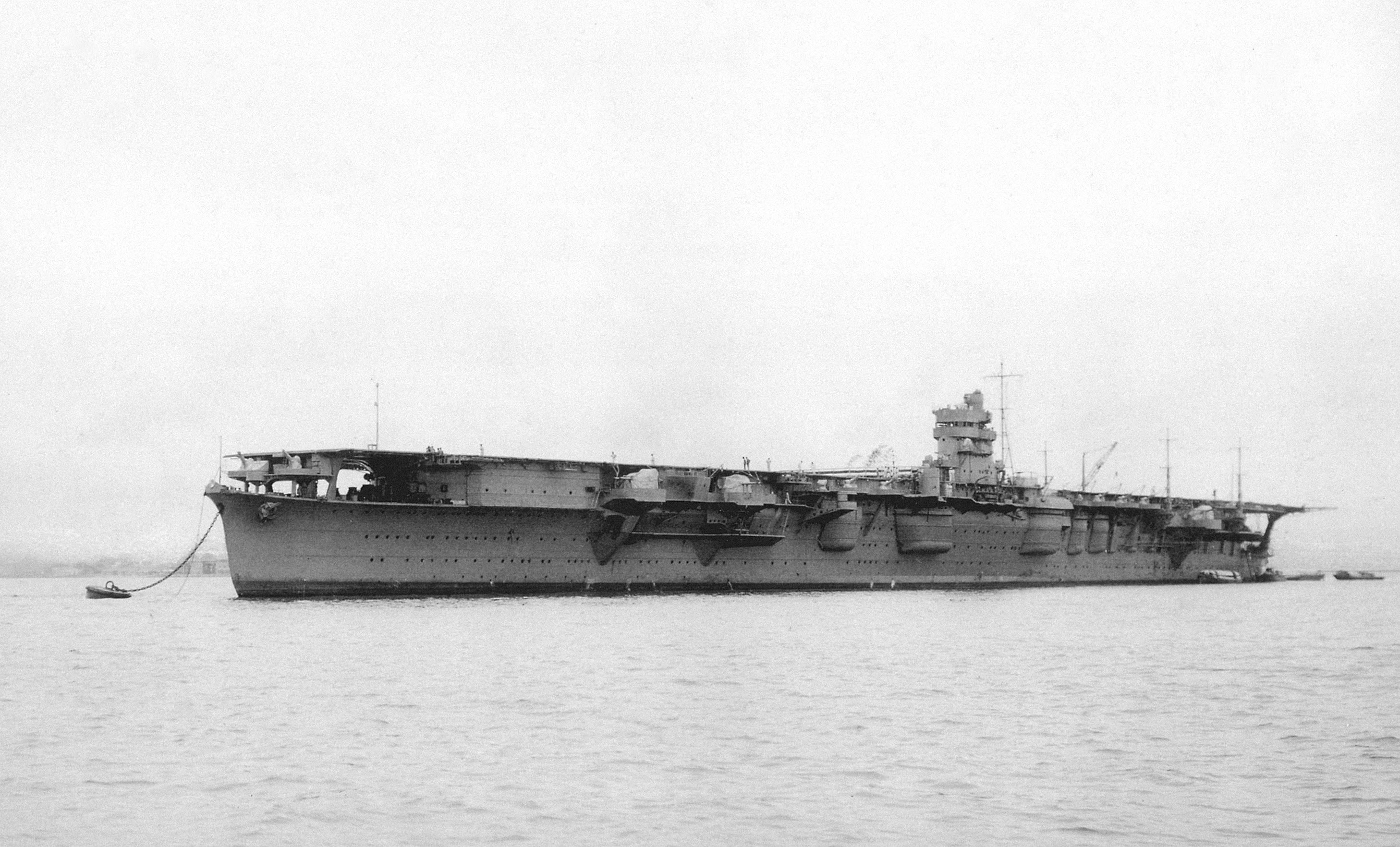
«Хірю» на рейді в 1939 році

Авіаносець «Хірю» будувався з урахуванням досвіду створення кораблів «Рюдзьо» та «Сорю». В той час, як головна енергетична установка була такого ж типу, як і у його попередників, його корпус був ширший, що дозволило розмістити на кораблі додаткові ємності з паливом та збільшити дальність плавання майже на 4 800 кв. Він також мав 1 400-тонний баласт, що підвищило остійність корабля порівняно з «Рюдзьо» та «Сорю».
«Хірю» мав декілька конструктивних особливостей. Його основна надбудова розміщувалась на лівому борту, що повинно було дозволити «Хірю» діяти поряд з авіаносцем «Акагі». При цьому на «Хірю» планувалось організувати ліве коло польотів, а на «Акагі» з його традиційним островом — праве. Це б дало змогу збільшити зону прикриття з повітря решти кораблів флоту, але так і не було застосовано на практиці.
Маючи водотоннажність 17 300 тонн, «Хірю» був відносно легким авіаносцем, особливо у порівнянні із західними аналогами.
«Хірю» мав декілька недоліків. Повітряний потік над злітною палубою змішувався з газами з димових труб, розташованих на лівому борту судна. Гарячі вихлопні гази від двигунів корабля викликали завихрення повітря над палубою, створюючи небезпеку для літаків при зльоті та посадці.

## Бойове використання
Весь строк своєї служби «Хірю» входив до складу 2-ї дивізії авіаносців 1-го авіаносного флоту.

### Напад на Перл-Гарбор
«Хірю» разом з авіаносцями «Каґа», «Сорю», «Сьокаку» та «Дзуйкаку» 7 грудня 1941 року брав участь у нападі на Перл-Гарбор.
Під час першого нальоту о 6:00 з «Хірю» злетіли 18 торпедоносців B5N «Кейт» та 9 винищувачів A6M «Зеро». Потім «Хірю» випустив другу хвилю літаків з 18 пікіруючих бомбардувальників D3A «Вел» та ще 9 винищувачів «Зеро». З 54 літаків, які здійснювали нальоти, авіаносець втратив тільки п'ять.
Від Перл-Гарбора «Хірю» вирушив до острова Вейк, де в грудні 1941 року забезпечував авіаудари по американському гарнізону. В січні 1942 року авіаносець брав участь у вторгненні на Палау та забезпечував прикриття з повітря десанту на Молуккські острови, який передував завоюванню Ост-Індії.
В березні 1942 року «Хірю» перехоплював конвої союзників поблизу Яви, а в ході нападу на Острів Різдва потопив голландське торгове судно «Поелау Брас».

### Рейд в Індійський океан
В кінці лютого 1942 року Японія провела репетицію того, що стало одним із найруйнівніших ударів по Королівському флоту Великої Британії в Індійському океані. Палубна авіація здійснила наліт на Порт-Дарвін та Брум на північному заході Австралії, потопивши 12 кораблів та знищивши більшість навколишніх міст. В результаті нальоту японці втратили 2 літаки.
У квітні 1942 року «Хірю» взяв участь у нападі на сили Королівського флоту в Індійському океані. В ході «Операції С» 5 квітня японці атакували англійську військово-морську базу в Коломбо на Цейлоні. Літаки з «Хірю» брали участь в атаці на важкі крейсери ВМС Великої Британії «Корнуол» та «Дорсетшир».
Як при атаці на Перл-Гарбор, японці вирішили ударити в неділю вранці. Берегова РЛС помітила армаду японських літаків, і бойові машини англійських ВПС піднялись у повітря. Але оскільки бухта була оточена засобами ППО, англійські кораблі ще деякий час не виходили з неї.
Англійські винищувачі перехопили японські літаки, але їх дії були малоефективними. Зокрема, близько 40 англійських винищувачів так і не змогли зруйнувати бойовий стрій противника і втратили близько половини свого складу, натомість японці втратили тільки 7 літаків. Наліт продовжувався 30 хвилин, але незважаючи на зусилля японців, порт продовжував функціювати. Тоді віцеадмірал Тюїті Наґумо організував другу ударну групу з авіаносцем «Рюдзьо». В наступних нальотах брали участь літаки з «Хірю».
Повторна атака була організована, щоб використати сум'яття, викликане першим ударом.
Одним із найважливіших результатів того дня було потоплення авіаносця ВМС Великої Британії «Гермес», який під час перших нальотів вийшов з бухти та був особливо уразливим. На ньому не було винищувачів, оскільки його авіагрупа перебувала в іншому місці. Крім того, в англійського корабля виникли проблеми із зв'язком, коли він намагався викликати підтримку берегової авіації.
«Гермес» був знищений внаслідок нальоту 85 пікіруючих бомбардувальників, які буквально накрили корабель бомбами. Після попадання сорока 250-кг бомб він перевернувся та затонув протягом декількох хвилин, а японці продовжували розвивати успіх, потопивши декілька торгових суден загальною водотоннажністю 145 000 тонн.

### Битва за Мідвей

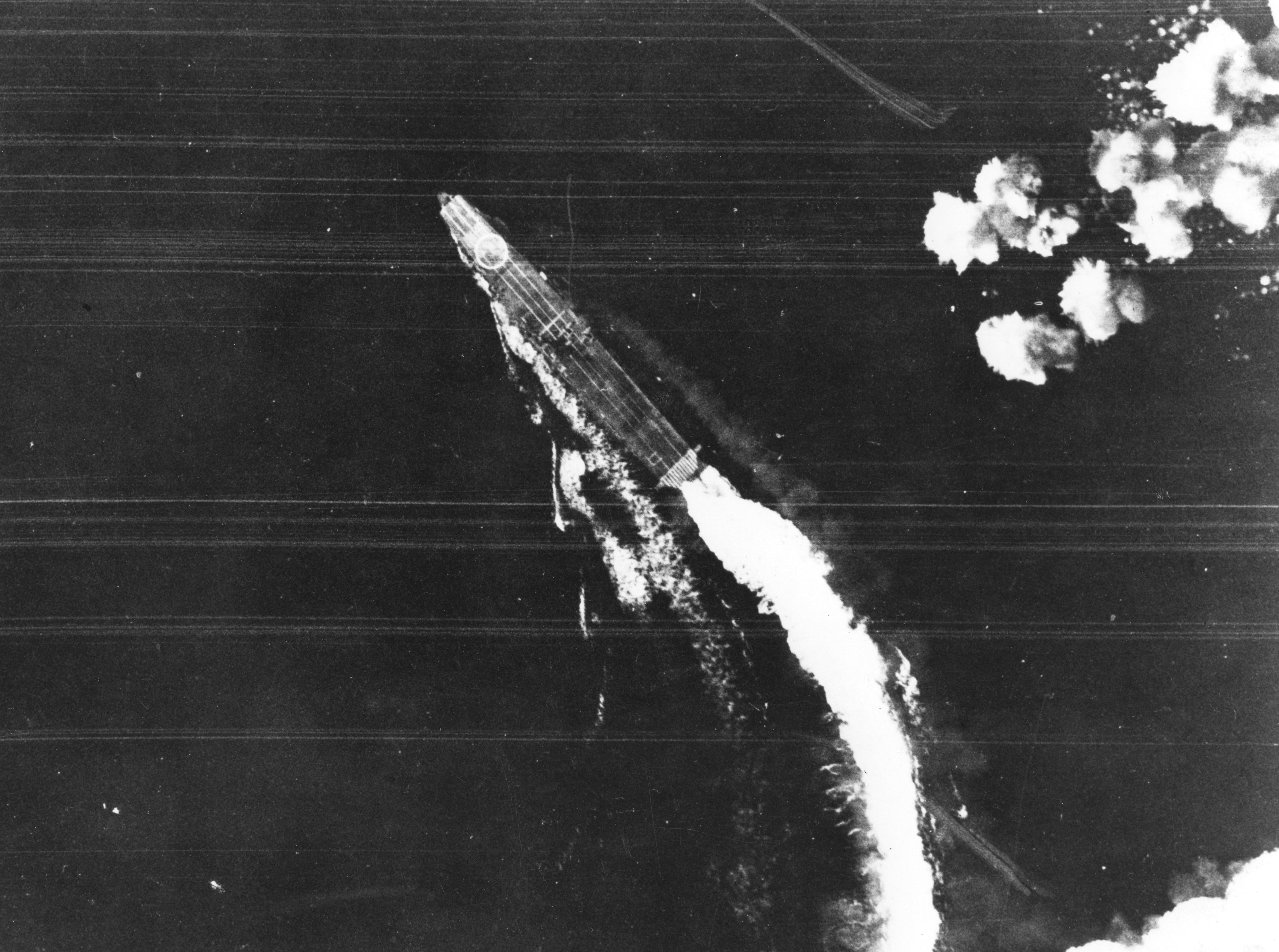
«Хірю» маневрує під бомбами з B-17 поблизу атолу Мідвей. 4 червня 1942 року

Разом з кораблями «Акагі», «Сорю» та «Каґа», двома лінкорами та трьома крейсерами «Хірю» увійшов до складу 1-ї ударної групи Наґумо, яка повинна була прибути до острова Мідвей 4 червня та почати інтенсивні бомбардування американського аеродрому для підготовки до наміченої на 6 червня висадки морського та повітряного десантів.
Вранці «Хірю» підняв у повітря 18 торпедоносців «Кейт» та 9 винищувачів «Зеро». Кораблю пощастило, він не постраждав від бомбардувань під час контрудару американців, як 3 інших авіаносці. До 10.30 на трьох з чотирьох авіаносців були сильні пожежі. «Хірю» втратив 8 літаків «Кейт» та 2 «Зеро», але близько полудня його літаки пошкодили авіаносець ВМС США «Йорктаун».
«Хірю» продовжував бій, і о 14:45 його торпедоносець завдав «Йорктауну» смертельного удару. Під час цього нальоту «Хірю» втратив більшу частину своєї авіагрупи, проте значна кількість літаків виявилась здатною повернутись на корабель, щоб підготуватись до третього нальоту.
Проте, в той час, коли йшов другий наліт на «Йорктаун», з американського авіаносця піднялись 10 пікіруючих бомбардувальників SBD «Донтлес» із задачею знайти та потопити «Хірю». Два літаки з авіаносця «Ентерпрайз», керовані лейтенантами Семюелем Адамсом та Харланом Діксоном, визначили розташування японського корабля. На 16:00 24 літаки, включаючи 10 літаків, що врятувались з «Йорктауна», були у повітрі. Вони помітили «Хірю» о 17:00 під час його підготовки до третього удару по «Йорктауну». Від його авіагрупи залишилось тільки 4 торпедоносці та 5 пікіруючих бомбардувальників.

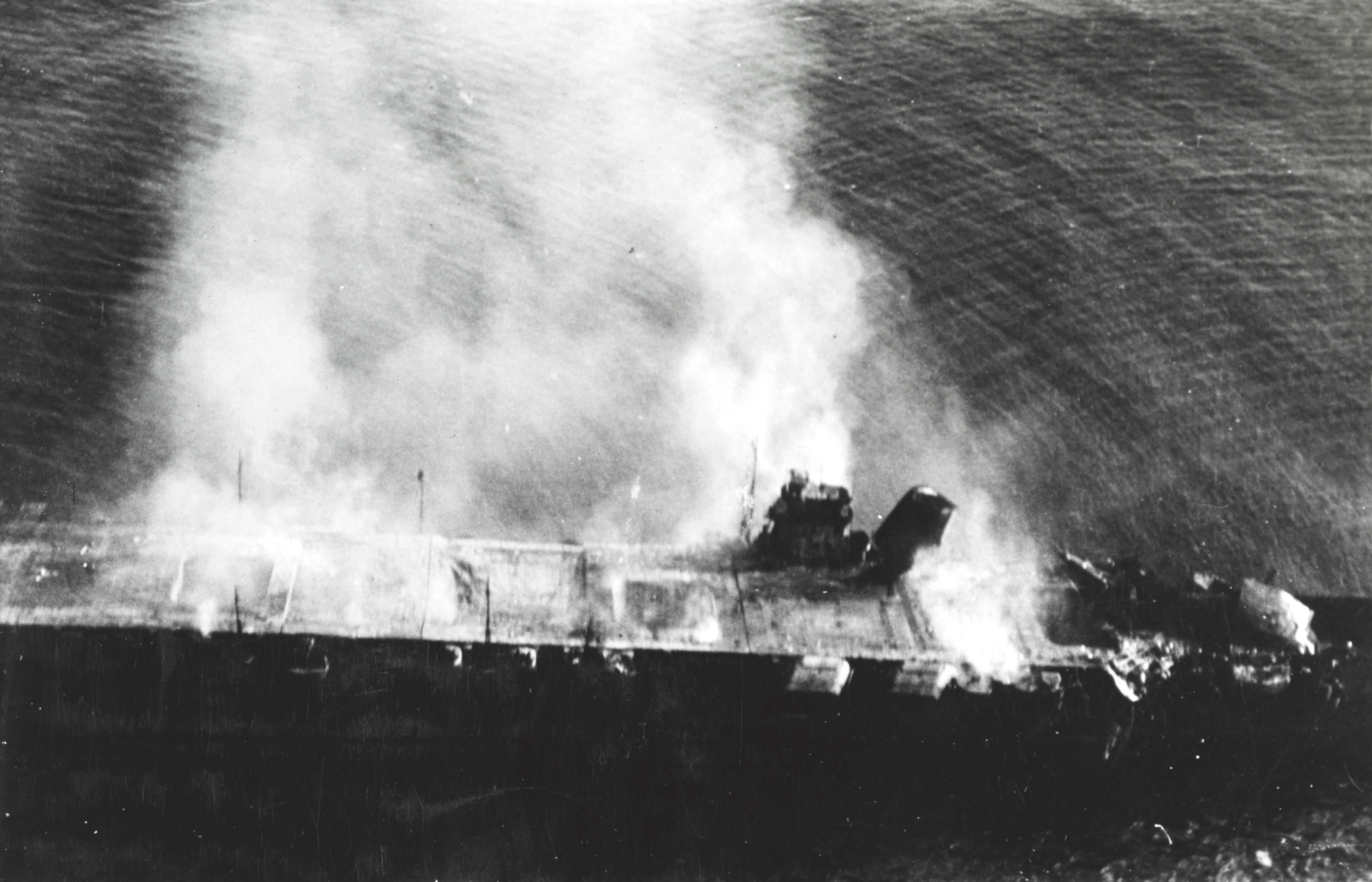
Загибель «Хірю». Фотографія з літака з авіаносця «Хошо»

Літаки американської морської піхоти скинули на палубу «Хірю» 4 бомби. Потім авіаносець був обстріляний з кулеметів літаками B-17, які прилетіли з аеродромів Мідвею та Гаваїв. Загорілась носова частина корабля, проте «Хірю» зміг продовжити рух на захід. Згодом вогонь поширився по кораблю та вийшов з-під контролю. Японські есмінці зняли з авіаносця членів команди, які ще залишилися живими, і після наказу затопити корабель по «Хірю» був здійснений пуск торпед. Проте авіаносець ніяк не тонув та залишався на плаву до ранку 5 червня. Він був сфотографований літаком з авіаносця «Хошо», який супроводжував лінкори адмірала Ямамото. Командир авіаносця контрадмірал Ямагуті не захотів залишати корабель.

## Характеристика проєкту
«Хірю» мав незвичну конструкцію, але багато з його особливостей згодом використовувались при проєктуванні авіаносців. Так, авіаносець «Унрю» багато в чому нагадував «Хірю», за винятком розміщення острівної надбудови на правому борту. Авіаносці такої конструкції могли будуватись швидко та дешево. Але всі 6 авіаносців, що були побудовані Японією після битви біля Мідвею, були знищені або сильно пошкоджені. Основною причиною їх вразливості було те, що бомби легко пробивали політну палубу, і, вибухаючи внизу в ангарах, викликали сильні пошкодження.